# ولادمیر براژکو
ولادمیر براژکو (اوکراینی: Володимир Володимирович Бражко؛ زادهٔ ۲۳ ژانویهٔ ۲۰۰۲) بازیکن فوتبال اهل اوکراین است.
از باشگاه‌هایی که در آن بازی کرده است می‌توان به باشگاه فوتبال زوریا لوهانسک و باشگاه فوتبال دینامو کی‌یف اشاره کرد.
وی همچنین در تیم‌های ملی فوتبال زیر ۲۱ سال اوکراین، و اوکراین بازی کرده است.